# ホンダ・CB750
CB750（シービーななひゃくごじゅう）とは、本田技研工業が1992年から2008年に製造販売していた、同社のCBシリーズに属す、排気量が750ccクラスのオートバイである。

## 概要
型式名RC42。発売から数年おきに車体色の変更や装備の変更が実施されたが、2007年に施行された平成19年自動車排出ガス規制に適合できないため2008年8月に生産終了となった。
車両解説
※本項では製造開始時の1992年モデルを基に解説を行う。
本モデル製造開始前となる1980年代後半の日本国内で大型自動二輪車に分類されるロードスポーツ・モデルでは、ネイキッドタイプのカワサキゼファー750が人気を得ていた。一方でCB750K・CB750Fが生産中止になった1984年以降の本田技研工業は、CBX750・VF750→VFR750シリーズに見られるカウル装着モデルが主体となっていたことから、対抗策としてCBX750シリーズをベースにした北米向け輸出仕様ネイキッドタイプのRC39型ナイトホーク750を1991年に日本国内の保安基準に適合させ750台のみ限定で発売。さらに同モデルをベースに後継ならびにCBシリーズへの回帰として開発されたのが本モデルである。
搭載されるRC17E型空冷4ストローク4バルブDOHC4気筒エンジンは、ナイトホーク750のベースモデルであるCBX750シリーズからのキャリーオーバーである。始動はセルフ式。ケーヒン製VE66型キャブレター4基により燃料を供給し、圧縮比9.3から最高出力75ps/8.500rpm・最大トルク6.5kg-m/7,500rpmのスペックをマークする。潤滑はウエットサンプによる圧送飛沫併用式。エンジンオイル容量は3.8Lでオイルクーラーを搭載するが、後述する教習車仕様のみ電動ファンを標準装備する。
マニュアルトランスミッションはベースとなったCBX750Fの6速から5速へ変更。またニュートラル→1速シフト時に「ガコン」と大きな音がするなどの特徴を持つ。
フレームは、鋼管によるダブルクレードル型で重量がある反面、後輪タイヤサイズは150/70ZR17と幅が狭い。

## 教習車仕様
1996年9月の運転免許制度改正により指定自動車教習所での大型自動二輪免許の教習が解禁となった。このため、大型自動二輪車の中では扱いやすい上述の特性を活かし、教習車仕様が製造された。教習車として特化させたため一般市販車とは以下の点が変更された。
外装
- ハンドルをアップタイプへ変更
- 大型エンジンガード・マフラーガード装着
- 走行状況表示ランプ装着

- 10灯装着の詳細表示仕様と4灯装着の簡易表示仕様いずれかが選択可能

- 4灯仕様：40 km/h以上での点滅・フロントブレーキ・リヤブレーキ・エンスト
- 10灯仕様：4灯仕様に1・2・3・5・Nのギアポジション（4速の場合は消灯）を追加

- ミラーを角→丸へ変更
- マフラーをメッキ→黒塗装タイプへ変更
- ローダウンシート装着
- ステップをアルミ→鉄＋ヒールガードへ変更ならびに位置を若干前寄りへ移設
- ハロゲンヘッドライトを小型化した上でマルチリフレクター式→カット入りレンズ式へならびにステー幅を変更
- 所内走行のためライトスイッチを装備
- グラブバー撤去ならびに穴を専用パーツで塞ぐ仕様変更

機構
- 低速走行主体のため電動ファン装備大型オイルクーラー装着
- エンジンデチューン
  - 圧縮比9.3→8.8・最高出力75ps→73ps・最大トルク6.5kg-m→6.3kg-m
- クラッチ動作をワイヤー式→油圧式へ変更
- リヤディスクブレーキキャリパーを1pot→2potへ強化

ベースモデルの製造中止に伴い教習車仕様も生産終了となった。

## 沿革
1991年
- 第29回東京モーターショーで発表。

1992年
- ヨーロッパで販売開始
- 日本国内仕様を2月20日発表、同月21日発売[3]。メーカー希望小売価格689,000円。

1995年
- 9月25日発売で以下のマイナーチェンジを実施[4]。
- 車体色に赤を追加。
- エンジンと前後ホイールの塗装を銀→黒に変更。

2001年
- 1月12日発表、同月13日発売で以下のマイナーチェンジを実施[5]。メーカー希望小売価格709,000円に変更。
  - 平成11年排出ガス規制に適合させ型式をBC-RC42へ変更。
  - キャブレーターをVENAへ変更。
  - エキゾースト・エアインジェクション・システムを搭載。
  - リヤショックアブソーバーをリザーバータンク省略の廉価タイプへ変更。
  - メーターおよびターンランプボディのメッキ処理省略。
  - ピリオンシートストラップ廃止。

2004年
- 1月29日発表、同月30日発売で2003年の第37回東京モーターショー参考出品車に準ずる以下のマイナーチェンジを実施[6]。メーカー希望小売価格729,000円に変更。
  - 車体色にCB750Fをイメージしたレッド+ホワイトの「キャンディブレイジングレッド」[注 4]と、パターンは同一のまま配色をブラック＋グレーとした「ブラック」を追加。
  - ヘッドライトをマルチリフレクター仕様へ変更。
  - メーターおよびターンランプボディをメッキ処理へ変更。
  - 電気式スピードメーターおよび液晶式走行距離計（時計表示可能）を採用。
  - キャブレター型式をVENACへ変更した上でスロットルポジションセンサー装着し点火時期セッティングを細分化。
  - 盗難対策としてキーシリンダーを変更しイモビライザー(HISS)を搭載。
  - リザーバータンク付きリヤショックアブソーバーを復活。スプリングの色は黒。
- 12月10日発表、同月11日発売で2005年モデルへのマイナーチェンジを実施[7]。メーカー希望小売価格730,000円（消費税抜き）に変更。
  - ブラックが廃止され、ブルー+ホワイトの新色「パールヘロンブルー」を追加。
  - 前後ホイールカラーを黒色から金色に変更。
  - リヤショックアブソーバーリザーバータンクを銀→金メッキタイプに変更。

2006年
- 12月13日発表、同月20日発売で漆と黒檀をイメージしたブラック+エンジ系レッドのツートーンカラー「グラファイトブラック」[注 5]を追加[8]。価格は据え置き。

2007年
- 受注期間を発表日の3月13日から同年4月10日まで、台数を300台[注 6]に限定した以下の仕様を施したCB750・スペシャルエディションを同年3月20日に発売[10]。メーカー希望小売価格760,000円（消費税抜き）に変更。
  - 車体色はフレディ・スペンサーが1982年にAMAスーパーバイク・デイトナ100マイルレースで乗車し優勝したマシンCB750F デイトナレーサーをイメージした、銀地にネイビーとブルーのストライプの「デジタルシルバーメタリック」を採用。
  - 前後ホイールカラーは黒。
  - リヤサスペンションは赤色のスプリングを採用し、リザーバータンクにグレーアルマイト処理を施工。
  - ハンドルウエイトをクロームメッキ仕上げに変更。
  - フロントフォーク上端部トップボルトにブルーアルマイト処理を施工。
- 9月28日発表、マイナーチェンジを実施した標準車は同年10月1日、受注期間を同年11月11日まで限定したCB750・スペシャルを同年10月15日に発売[1]。メーカー希望小売価格750,000円（継続カラー：消費税抜き）、780,000円（スペシャル：消費税抜き）に変更。
  - グラファイトブラックが廃止。パールヘロンブルーとキャンディブレイジングレッドが継続。
  - リヤサスペンションスプリングを黒色から赤色に変更。
  - シートにパイピング処理を追加し表皮も変更。
  - スペシャルはCBX1000のカラーリングをイメージした「デジタルシルバーメタリック」と「キャンディーブレイジングレッド」の2色を設定（前述スペシャルエディションや継続カラーと配色は異なる）。ガソリンタンクとテールカウルは立体エンブレムに、前後ホイールカラーは銀色に、サイドカバーのロゴはCBXと配色を同じくした金文字の「CB」に赤文字の「750」となっている。

2008年
- 製造拠点を静岡県浜松市中区 (現・中央区) 葵東の浜松製作所から熊本県菊池郡大津町平川の熊本製作所へ移管[注 7]。
- 8月生産終了。